# NGC 4088
NGC 4088 је спирална галаксија у сазвежђу Велики медвед која се налази на NGC листи објеката дубоког неба.
Деклинација објекта је + 50° 32' 26" а ректасцензија 12h 5m 34,6s. Привидна величина (магнитуда) објекта NGC 4088 износи 10,3 а фотографска магнитуда 11,1. Налази се на удаљености од 16,327 милиона парсека од Сунца. NGC 4088 је још познат и под ознакама UGC 7081, MCG 9-20-89, CGCG 269-33, ARP 18, VV 357, IRAS 12030+5049, PGC 38302.